# Richard Lynch
Richard Hugh Lynch (Brooklyn, 12 febbraio 1940 – Yucca Valley, 19 giugno 2012) è stato un attore statunitense di origine irlandese.

## Biografia
Newyorkese, nacque il 12 febbraio 1940 (anche se talvolta viene erroneamente riportato 1936) in una famiglia cattolica di origine irlandese. Suo fratello minore, Barry Lynch, è a sua volta un attore. Prestò servizio militare nel Corpo dei Marine.
Studiò recitazione all'Actors Studio. Il suo volto visibilmente sfregiato e molto caratterizzato lo rese popolare spingendolo ad interpretare personaggi per lo più malvagi in più di 100 produzioni cinematografiche e televisive, anche se spesso di secondo piano. Le sue cicatrici furono causate da un incidente, avvenuto nel 1967 al Central Park di New York, quando sotto l'effetto di stupefacenti Lynch decise di darsi fuoco, rimanendo ustionato sul 70% del corpo.
Nel 1982 Lynch vinse il Saturn Award come miglior attore non protagonista per la sua interpretazione del malvagio Re Cromwell ne La spada a tre lame, di Albert Pyun, ma la vera consacrazione arriva nel 1985 con Invasion U.S.A., di Joseph Zito, dove, nei panni di uno spietato terrorista russo, ingaggia una lotta serrata con Chuck Norris. Nonostante la sua predilezione per personaggi negativi ha avuto anche l'occasione di interpretare il presidente degli Stati Uniti nel film del 2007 Mil Mascaras vs. the Aztec Mummy.

### Vita privata
Oltre a recitare, Lynch fu anche un appassionato musicista e sapeva suonare il sassofono, la chitarra, il pianoforte e il flauto. Era inoltre appassionato di pesca, poesia e architettura. Ottenne la cittadinanza irlandese grazie ai genitori che erano nati in quel paese, e si recò nell'isola molto spesso. 
Si sposò due volte: la prima volta con Béatrix (il loro figlio Christopher morì nel 2005 di polmonite) e la seconda con Lily Lynch.

### La morte
Il suo corpo senza vita fu ritrovato nella sua casa di Yucca Valley, in California il 19 giugno 2012. Non è stato possibile stabilire se fosse morto il 19 o il giorno precedente. Non avendolo sentito da vari giorni, l'amica e attrice Carol Vogel andò a casa sua e lo trovò morto sul pavimento della cucina.

## Filmografia

### Cinema
- Lo spaventapasseri (Scarecrow), regia di Jerry Schatzberg (1973)
- Squadra speciale (The Seven-Ups), regia di Philip D'Antoni (1973)
- Le mele marce (Open Season), regia di Peter Collinson (1974)
- The Happy Hooker, regia di Nicholas Sgarro (1975)
- Mysteria, regia di Robert Allen Schnitzer (1976)
- God Told Me To, regia di Larry Cohen (1976)
- The Baron, regia di Phillip Fenty (1977)
- Stunts - Il pericolo è il mio mestiere (Stunts), regia di Mark L. Lester (1977)
- I gladiatori dell'anno 3000 (Deathsport), regia di Allan Arkush (1978)
- Sei uomini d'acciaio (Steel), regia di Steve Carver (1979)
- Delta Fox, regia di Beverly Sebastian (1979)
- La nona configurazione (The Ninth Configuration), regia di William Peter Blatty (1980)
- La formula (The Formula), regia di John G. Avildsen (1980)
- La spada a tre lame (The Sword and the Sorcerer), regia di Albert Pyun (1982)
- Inferno in diretta, regia di Ruggero Deodato (1985)
- Invasion U.S.A., regia di Joseph Zito (1985)
- The Barbarians, regia di Ruggero Deodato (1987)
- Nikita - Spie senza volto (Little Nikita), regia di Richard Benjamin (1988)
- Vivere nel terrore (Bad Dreams), regia di Andrew Fleming (1988)
- One Man Force, regia di Dale Trevillion (1989)
- High Stakes, regia di Amos Kollek (1989)
- Lockdown, regia di Frank Harris (1990)
- The Forbidden Dance, regia di Greydon Clark (1990)
- Aftershock, regia di Frank Harris (1990)
- Return to Justice, regia di Vincent G. Cox (1990)
- Invasion Force, regia di David A. Prior (1990)
- The Last Hero, regia di Derrick Louw (1991)
- Alligator II: The Mutation, regia di Jon Hess (1991)
- Trancers II, regia di Charles Band (1991)
- Maximum Force, regia di Joseph Merhi (1992)
- Uno sporco affare di droga (Inside Edge), regia di Warren Clarke (1992)
- Duplice inganno (Double Threat), regia di David A. Prior (1993)
- Merlin, regia di Paul Hunt (1993)
- Showdown, regia di Leo Fong (1993)
- Necronomicon, regia di Christophe Gans, Brian Yuzna e Shūsuke Kaneko (1993)
- Loving Deadly, regia di Kris Kertenian (1994)
- Dangerous Waters, regia di Alex Wright (1994)
- Death Match, regia di Joe Coppoletta (1994)
- Destination Vegas, regia di Paul Wynne (1995)
- Takedown, regia di Robert J. Castaldo (1995)
- Toughguy, regia di James Merendino (1995)
- Dragon Fury, regia di David Heavener (1995)
- Midnight Confessions, regia di Allan Shustak (1995)
- Warrior of Justice,regia di Jorgo Ognenovski (1995)
- Vendetta, regia di George Saunders (1996)
- The Garbage Man, regia di Giorgio Serafini (1996)
- Lone Tiger, regia di Warren A. Stevens (1996)
- Diamond Run, regia di David Giancola (1996)
- Total Force, regia di Steven Kaman (1997)
- Ground Rules, regia di Patrick G. Donahue (1997)
- Divine Lovers, regia di Babbar Subhash (1997)
- Under Oath, regia di Dave Payne (1997)
- Love and War II, regia di James Tyler (1998)
- Shattered Illusions, regia di Becky Best (1998)
- Armstrong, regia di Menahem Golan (1998)
- Enemy Action, regia di Brian Katkin (1999)
- Eastside, regia di Lorena David (1999)
- Lima: Breaking the Silence, regia di Menahem Golan (1999)
- Death Game, regia di Menahem Golan (2001)
- Ankle Bracelet, regia di William James Kennedy (2001)
- Outta Time, regia di Lorena David (2002)
- Delitto e castigo (Crime and Punishment), regia di Menahem Golan (2002)
- Curse of the Forty-Niner, regia di John Carl Buechler (2002)
- Final Combat, regia di Menahem Golan (2003)
- First Watch, regia di Elle Travis (2003)
- Ancient Warriors, regia di Walter von Huene (2003)
- The Mummy's Kiss, regia di Donald F. Glut (2003)
- Mil Mascaras vs. the Aztec Mummy, regia di Jeff Burr (2007)
- Halloween - The Beginning, di Rob Zombie (2007)
- Laid to Rest, regia di Robert Hall (2009)
- Chrome Angels, regia di Leigh Scott (2009)
- Lewisburg, regia di William James Kennedy (2010)
- Resurrection, regia di Jeff Burr (2010)
- Gun of the Black Sun, regia di Jeff Burr (2011)

### Televisione
- Bronk - serie TV, 1 episodio (1976)
- Switch - serie TV, 1 episodio (1976)
- Baretta - serie TV, 1 episodio (1976)
- Serpico - serie TV, 1 episodio (1976)
- Pepper Anderson agente speciale (Police Woman) - serie TV, 1 episodio (1977)
- Roger & Harry: The Mitera Target - Film TV (1977)
- Good Against Evil - Film TV (1977)
- Le strade di San Francisco (The Streets of San Francisco) - serie TV, 1 episodio (1977)
- Dog and Cat - Film TV (1977)
- La donna bionica (The Bionic Woman) - serie TV, 1 episodio (1978)
- Galactica - serie TV, 2 episodi (1978)
- Starsky & Hutch - serie TV, 3 episodi (1975-1979)
- Barnaby Jones - serie TV, 2 episodi (1979)
- Buck Rogers (Buck Rogers in the 25th Century) - serie TV, 1 episodio (1979)
- Vampire - film TV (1979)
- Un uomo chiamato Sloane (A Man Called Sloane) - serie TV, 1 episodio (1979)
- Charlie's Angels – serie TV, episodio 4x08 (1979)
- Galactica - serie TV, 3 episodi (1980)
- Alcatraz: The Whole Shocking Story - Film TV (1980)
- Vega$ - serie TV, 2 episodi (1979-1981)
- Sizzle - film TV (1981)
- La legge di McClain (McClain's Law) - serie TV (1982)
- La Fenice (The Phoenix) - miniserie TV (1981-1982)
- L'uomo di Singapore (Bring 'Em Back Alive) - serie TV, 1 episodio (1982)
- White Water Rebels - Film TV (1983)
- The Last Ninja - Film TV (1983)
- T.J. Hooker - serie TV, 1 episodio (1983)
- Manimal - serie TV, 1 episodio (1983)
- Masquerade - serie TV, 1 episodio (1984)
- Tuono blu (Blue Thunder) - serie TV, 1 episodio (1984)
- Automan - serie TV, 1 episodio (1984)
- Matt Houston - serie TV, 1 episodio (1984)
- Cover up - serie TV, 1 episodio (1984)
- A-Team (The A-Team) - serie TV, 1 episodio (1984)
- Professione pericolo (The Fall Guy) - serie TV, 3 episodi (1983-1984)
- Fifty/Fifty - serie TV, 1 episodio (1984)
- Riptide - serie TV, 1 episodio (1985)
- MacGruder & Loud - serie TV, 1 episodio (1985)
- Top secret (Scarecrow and Mrs. King) - serie TV, 1 episodio (1985)
- Airwolf - serie TV, 1 episodio (1985)
- Stazione di polizia (The Last Precinct) - serie TV, 1 episodio (1986)
- Nightforce - film direct to video (1987)
- Once a hero - serie TV, 1 episodio (1987)
- Provaci ancora, Harry (The Law and Harry McGraw) - serie TV, 1 episodio (1987)
- Le notti del lupo (Werewolf) - serie TV, 1 episodio (1987)
- Hunter - serie TV, 2 episodi (1989)
- Qui Los Angeles: squadra anticrimine (High Performance) - serie TV, 1 episodio (1990)
- Kojak: Flowers for Matty - Film TV (1990)
- True Blue - serie TV, 1 episodio (1990)
- I giustizieri della notte (Dark Justice) - serie TV, 1 episodio (1991)
- Due come noi (Jake and the Fatman) - serie TV, 2 episodi (1991)
- Puppet Master III - Tulon's Revenge - film direct to video (1991)
- Super Force - serie TV, 3 episodi (1991-1992)
- The Hat Squad - serie TV, 1 episodio (1993)
- Star Trek: The Next Generation - serie TV, episodi 7x04-7x05 (1993)
- Cobra Investigazioni (Cobra) - serie TV, 1 episodio (1993)
- Roughcut - film direct to video (1994)
- Scanner Cop - film direct to video (1994)
- Cyborg 3: The Recycler - film direct to video (1994)
- La signora in giallo (Murder, She Wrote) - serie TV, 2 episodi (1992-1994)
- Thunder in Paradise - serie TV, 1 episodio (1994)
- Terminal Virus - Film TV (1995)
- Werewolf - film direct to video (1995)
- Highlander - serie TV, 1 episodio (1995)
- Baywatch - serie TV, 1 episodio (1995)
- Noi siamo angeli - serie TV, 1 episodio (1997)
- Sotto il cielo dell'Africa - miniserie TV (1998)
- Mike Hammer, Private Eye - serie TV, 1 episodio (1998)
- Air America - serie TV, 1 episodio (1999)
- Acapulco H.E.A.T. - serie TV, 1 episodio (1999)
- Strike Zone - film direct to video (2000)
- The Korean War - miniserie TV (2001)
- Reflex Action - film direct to video (2002)
- Six Feet Under - serie TV, 1 episodio (2002)
- Streghe (Charmed) - serie TV, 1 episodio (2003)
- Corpses Are Forever - film direct to video (2003)
- Wedding Slashers - film direct to video (2006)

## Doppiatori italiani
- Giancarlo Maestri in Invasion U.S.A.
- Michele Gammino in The Barbarians
- Dario Penne in Scanner Cop
- Giuseppe Rinaldi in Inferno in diretta
- Cesare Barbetti in Squadra speciale
- Pino Colizzi ne La formula